# Gemeentewerken
Gemeentewerken was in veel Nederlandse gemeenten de gebruikelijke aanduiding voor de gemeentelijke dienst die verantwoordelijk was voor de aanleg, het onderhoud en het beheer van de openbare infrastructuur en voorzieningen ten behoeve van de samenleving. Deze diensten werden ook wel aangeduid als de Dienst der Publieke Werken, Dienst van Openbare Werken of Dienst Gemeentewerken, en kortweg als Publieke Werken of Openbare Werken. Gemeentewerken beheerde onder andere de aanleg en het onderhoud van wegen, bruggen, rioleringen, parken en plantsoenen, openbare gebouwen en andere civieltechnische constructies binnen de gemeentegrenzen.

## Taken en functies
Gemeentewerken diende om de leefbaarheid, veiligheid en bereikbaarheid van stedelijke en landelijke gebieden te waarborgen. De taken omvatten onder meer:
- Het ontwerp en de aanleg van infrastructuur zoals wegen, bruggen en waterwerken;
- Het onderhoud en beheer van bestaande voorzieningen;
- Stedenbouwkundige planning en uitvoering;
- Toezicht op bouwprojecten en de naleving van bouwregelgeving.

## Organisatie en uitvoering
In Nederland werden deze werkzaamheden doorgaans uitgevoerd door gemeentelijke diensten onder de noemer Gemeentewerken, al kwamen in sommige gemeenten ook de benamingen Dienst der Publieke Werken of Dienst Openbare Werken voor. Deze diensten functioneerden binnen hun eigen gemeentegrenzen en ressorteerden onder het gemeentebestuur. Hoewel de kerntaken gelijk waren, verschilden structuur, schaal en aanpak per gemeente.
Voorbeelden van dergelijke diensten zijn:
- In Amsterdam was de Dienst der Publieke Werken actief. Deze dienst had een grote invloed op de stedelijke ontwikkeling en realiseerde onder meer bruggen en gebouwen in de stijl van de Amsterdamse School.
- In Rotterdam werd het oorspronkelijke Stadstimmerhuis in 1855 omgevormd tot de Dienst Gemeentewerken, een omvangrijke dienst die later ook verantwoordelijk was voor de wederopbouw van de stad na de Tweede Wereldoorlog.
- In Utrecht en Haarlem opereerden soortgelijke diensten onder de naam Dienst van Openbare Werken.
- Kleinere gemeenten zoals Heemstede en Bloemendaal hadden hun eigen gemeentewerken die zich richtten op lokale voorzieningen zoals plantsoenen, riolering en bruggen.

Ondanks de uiteenlopende benamingen en schaalgroottes hadden al deze diensten een vergelijkbare rol in de ruimtelijke en technische ontwikkeling van hun gemeente.

## Historische context
De term publieke werken raakte in Nederland vanaf de 19e eeuw in gebruik, in een periode van toenemende industrialisatie en verstedelijking. Deze ontwikkelingen vergden een meer systematische aanpak van openbare infrastructuur, waarop veel gemeenten besloten eigen diensten op te richten. Deze diensten professionaliseerden het ontwerp, de aanleg en het beheer van publieke voorzieningen. Ook op rijksniveau werden afdelingen opgericht voor soortgelijke taken, zoals de Rijksdienst voor de Waterstaat.